# Articolo 58 del Codice penale della Repubblica Socialista Federativa Sovietica Russa
L'articolo 58 del codice penale della Repubblica Sovietica Federale Socialista Russa introdotto il 25 febbraio 1927 è l'articolo che puniva le cosiddette "attività controrivoluzionarie" in Russia nel periodo sovietico. Aleksandr Isaevič Solženicyn nella sua celebre opera Arcipelago Gulag analizza in dettaglio tale articolo e mostra come qualunque attività svolta da qualunque persona potesse essere interpretata alla luce di tale articolo come "attività controrivoluzionaria". Si fa inoltre presente che le altre repubbliche dell'URSS avevano codici penali praticamente uguali. Questo articolo ha trovato l'apice dell'applicazione nelle Grandi purghe.

## Struttura dell'articolo
- 58-1- stabilisce che è controrivoluzionaria ogni azione diretta a sovvertire o indebolire il concilio dei lavoratori, lo Stato, la sua sicurezza o i guadagni della rivoluzione proletaria.
- 58-1a-tradimento (azioni del cittadino che danneggiano il potere militare o la sovranità e inviolabilità del territorio come spionaggio, tradimento dell'esercito o i segreti dello Stato, fuga dai confini, passaggio al nemico): 10 anni di prigione o pena di morte, in entrambi i casi con confisca dei beni.
- 58-1b-tradimento da parte di personale militare: pena di morte con confisca dei beni.
- 58-1c-omessa denuncia di volo verso l'estero da parte dei familiari di un militare: 5-10 anni di prigione o 5 anni di lavori forzati in Siberia.
- 58-1d-omessa denuncia di tradimento da parte di personale militare: 10 anni di prigione.
- 58-2-rivolta armata o cospirazione contro il governo: fucilazione con confisca di beni; in circostanze tenui, carcere non inferiore a 3 anni.
- 58-3-complotto con stranieri con scopi controrivoluzionari: come 58-2.
- 58-4-aiuto alla borghesia internazionale che non riconosce gli uguali diritti di un sistema comunista che ha sovvertito uno capitalista: almeno 3 anni di carcere con confisca totale o parziale dei beni; in circostanze aggravanti, fino alla fucilazione.
- 58-5-adesione ad organizzazioni straniere che mirano a indebolire o eliminare l'URSS: come 58-2.
- 58-6-spionaggio: almeno 3 anni di carcere con totale o parziale confisca di beni; con gravi conseguenze, fucilazione o proclamazione come nemico dei lavoratori con privazione della cittadinanza di una delle repubbliche o dell'URSS ed espulsione dall'URSS per sempre con confisca dei beni.
- 58-7-minare attività statali, le circolazioni monetarie o i sistemi di credito con scopo controrivoluzionario: come 58-2.
- 58-8-atti terroristici contro i rappresentanti del governo o dei lavoratori: come 58-2.
- 58-9-danneggiamento di trasporti, comunicazioni, fonti potabili e altre proprietà pubbliche: come 58-2.
- 58-10-propaganda controrivoluzionaria o agitazione (ovvero propaganda o agitazione con incitamento a sovvertire, minare, indebolire lo Stato o a compiere le attività controrivoluzionarie indicate negli altri articoli o distribuzione o preparazione di scritti che contengono tali incitamenti): almeno 6 mesi di prigione. In caso di guerra, stato d'emergenza o con sfruttamento di pregiudizi religiosi o nazionalisti: fino alla pena di morte con confisca dei beni.
- 58-11-qualsiasi tipo di organizzazione nonché il supporto di azioni a scopo di preparare o eseguire suddetti crimini è punita dai seguenti articoli.
- 58-12-non denuncia di attività controrivoluzionaria da parte di un civile: almeno 6 mesi di prigione.
- 58-13-attiva lotta contro i movimenti rivoluzionari o appoggio allo zar o al governo controrivoluzionario durante la guerra civile: fino alla pena di morte con confisca dei beni.
- 58-14-(emesso il 6 giugno 1937) sabotaggio controrivoluzionario, ossia cosciente non esecuzione o deliberata imprudenza nel compiere i propri doveri con lo scopo di sabotare le attività statali: almeno 1 anno di prigione e, in casi più gravi, fino a pena di morte con confisca dei beni.

Il limite massimo delle condanne al carcere era di 25 anni; non era previsto l'ergastolo.